# Franciszek I Acciaiuoli

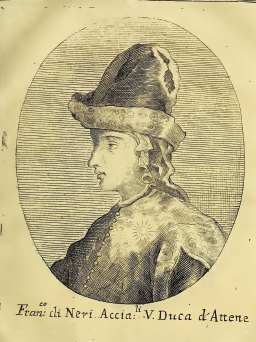
Francinszek I Acciaiuoli

Franciszek I Acciaiuoli – władca Księstwa Aten w latach 1451–1455. Syn Antoniego II Acciaiuoliego.

## Życiorys
W okresie jego panowania faktyczną władzę w Księstwie sprawowała matka Klara Zorzi ze swym kochankiem Bartłomiejem Contarinim. Ich rządy zostały obalone w 1455 roku na skutek interwencji sułtana Mehmeda II, który osadził na tronie drugiego syna Antoniego II, Franciszka II Acciaiuoliego.